# 194
| 194                |
| ------------------ |
| Dødsfald - Fødsler |
|                    |

| Gregoriansk kalender | 194 CXCIV               |
| Ab urbe condita      | 947                     |
| Armensk kalender     | I/T                     |
| Kinesiske kalender   | 2890 – 2891 癸酉 – 甲戌 |
| Etiopisk kalender    | 186 – 187               |
| Jødisk kalender      | 3954 – 3955             |
| Hindukalendere       |                         |
| - Vikram Samvat      | 249 – 250               |
| - Shaka Samvat       | 116 – 117               |
| - Kali Yuga          | 3295 – 3296             |
| Iransk kalender      | 428 BP – 427 BP         |
| Islamisk kalender    | 441 BH – 440 BH         |

Se også 194 (tal)